# Nijaz Lena
Nijaz Lena (in macedone Нијаз Лена?; grafia albanese Nijas Lena; Struga, 25 giugno 1986) è un ex calciatore macedone appartenente alla comunità albanese della Macedonia del Nord, di ruolo centrocampista.

## Carriera

### Club
Ha giocato nella massima serie del campionato macedone ed albanese.

### Nazionale
Il 18 giugno 2014 esordisce con la nazionale macedone nella partita amichevole contro la Cina, terminata con una sconfitta per 2-0.

## Statistiche

### Cronologia presenze e reti in Nazionale
| Cronologia completa delle presenze e delle reti in nazionale ― Macedonia | Cronologia completa delle presenze e delle reti in nazionale ― Macedonia | Cronologia completa delle presenze e delle reti in nazionale ― Macedonia | Cronologia completa delle presenze e delle reti in nazionale ― Macedonia | Cronologia completa delle presenze e delle reti in nazionale ― Macedonia | Cronologia completa delle presenze e delle reti in nazionale ― Macedonia | Cronologia completa delle presenze e delle reti in nazionale ― Macedonia | Cronologia completa delle presenze e delle reti in nazionale ― Macedonia |
| Data                                                                     | Città                                                                    | In casa                                                                  | Risultato                                                                | Ospiti                                                                   | Competizione                                                             | Reti                                                                     | Note                                                                     |
| ------------------------------------------------------------------------ | ------------------------------------------------------------------------ | ------------------------------------------------------------------------ | ------------------------------------------------------------------------ | ------------------------------------------------------------------------ | ------------------------------------------------------------------------ | ------------------------------------------------------------------------ | ------------------------------------------------------------------------ |
| 18-6-2014                                                                | Shenyang                                                                 | Cina                                                                     | 2 – 0                                                                    | Macedonia                                                                | Amichevole                                                               | -                                                                        | 32’ 71’                                                                  |
| 22-6-2014                                                                | Jinan                                                                    | Cina                                                                     | 0 – 0                                                                    | Macedonia                                                                | Amichevole                                                               | -                                                                        | 64’                                                                      |
| Totale                                                                   |                                                                          | Presenze                                                                 | 2                                                                        |                                                                          | Reti                                                                     | 0                                                                        |                                                                          |

## Palmarès

### Club

#### Competizioni nazionali
- Coppa d'Albania: 1

Flamurtari Valona: 2013-2014